# Gmina Twin Lake (Iowa)

Położenie Gminy Twin Lake w hrabstwie Hancock

Gmina Twin Lake (ang. Twin Lake Township) – gmina w USA, w stanie Iowa, w hrabstwie Hancock. Według danych z 2000 roku gmina miała 197 mieszkańców, a jej powierzchnia wynosi 92,64 km².